# Clitopilina striata
Clitopilina striata är en svampart som beskrevs av G. Arnaud 1951. Clitopilina striata ingår i släktet Clitopilina och familjen Xenasmataceae.   Inga underarter finns listade i Catalogue of Life.